# فيكتور أوستلوند
فيكتور أوستلوند (بالسويدية: Viktor Östlund) مواليد 19 يناير 1992 في السويد، هو لاعب كرة يد سويدي يلعب كظهير أيسر. مثل منتخب السويد لكرة اليد.

## سجل المنافسة
شارك في البطولات التالية:
- بطولة العالم لكرة اليد للرجال 2015
- بطولة أوروبا لكرة اليد للرجال 2016

## روابط خارجية
- فيكتور أوستلوند على موقع الاتحاد الأوروبي لكرة اليد (الإنجليزية)